# Elías Querejeta
Pour les articles homonymes, voir Querejeta.
Elías Querejeta Gárate, né à Hernani le 27 octobre 1934 et mort à Madrid le 9 juin 2013, est un cinéaste espagnol.
Essentiellement connu pour son travail de producteur, il a également travaillé comme réalisateur, scénariste et documentariste.

## Biographie
Dans sa jeunesse, il fut footballeur à la Real Sociedad et joua en première division espagnole. Il est le père de l'actrice et réalisatrice Gracia Querejeta.

## Carrière cinématographique
Depuis 1963, année où il fonda sa propre société de production, il a produit plus de cinquante films, dont bon nombre ont contribué au renouvellement du cinéma espagnol du franquisme tardif et de la transition démocratique. Son travail se poursuit encore actuellement, avec la production des films de Fernando León de Aranoa (Familia et Barrio) et de sa fille, Gracia Querejeta (Una estación de paso, El viaje de Robert Rylands et Cuando vuelvas a mi lado).
Cependant, sa plus importante contribution au cinéma se trouve dans ses productions de films de Carlos Saura, Víctor Erice, Manuel Gutiérrez Aragón ou Julio Medem. Avec le premier, il fut à l'origine d'un cinéma menant l'analyse intellectuellement rigoureuse de la société espagnole du franquisme, encore sous le coup des blessures causées par une situation morale répressive. Ces films dénonçaient dans un style cryptique la situation politique et sociale, parvenant à tourner en ridicule les mécanismes de censure de l'époque. On peut ainsi citer parmi les plus importantes collaborations de Saura et Querejeta La Chasse (La caza, 1965), qui obtint le prix du meilleur directeur au Festival international du film de Berlin, Peppermint frappé (1967), qui reçut l'Ours d'or du meilleur film à ce même festival, Stress es tres, tres (1968), qui avec La madriguera (1969) et El jardín de las delicias (1970), traitent des problèmes de couples de l'époque.
Anna et les Loups (Ana y los lobos, 1972), La prima Angélica (1973) et Cría cuervos (1975), ces deux dernières ayant été récompensés du Prix du Jury au Festival de Cannes, peuvent être considérés comme une dissection de la famille dans l'Espagne du franquisme tardif. Elisa, mon amour (Elisa, vida mía, 1977) est un film ambitieux qui mène une réflexion incisive sur les limites de l'énonciation de la voix narratrice au cinéma. Avec Los ojos vendados (1978), Maman a cent ans (Mamá cumple cien años, 1979), Vivre vite ! (Deprisa, deprisa, 1980, Ours d'or au festival de Berlin) et Dulces horas (1981), il termine sa collaboration avec Saura.
Il produisit également une autre des œuvres maîtresses du cinéma espagnol, le film de Víctor Erice, L'Esprit de la ruche (El espíritu de la colmena, 1973), récompensé au Festival de Saint-Sébastien de la Coquille d'or du meilleur film.
En 2000, il reçoit la Médaille d'or du mérite des beaux-arts par le Ministère de l'Éducation, de la Culture et des Sports.
En janvier 2007, il produit Noticias de una guerra, un film constitué d'images tirées d'archives espagnoles et étrangères et racontant l'histoire de la guerre civile espagnole.
Il reçut en 1998 la médaille d'or de l'Académie de sciences cinématographiques espagnole (Academia de Ciencias Cinematográficas española) et en 2005 la Médaille d'Or du Círculo de Bellas Artes.
Il meurt à Madrid le 9 juin 2013.

## Filmographie

### Réalisateur
Il réalisa en collaboration avec Antonio Eceiza deux courts documentaires :
- 1960 : A traves de San Sebastian
- 1962 : A través del fútbol

### Scénariste
- Goodbye, America (2006)
- Noticias de una guerra (2006)
- Perseguidos (2004)
- Asesinato en febrero (2001)
- La espalda del mundo (2000)
- Cuando vuelvas a mi lado (1999)
- El ultimo viaje de Robert Rylands (1996)
- Una estación de paso (1992)
- 27 Heures (27 horas) (1986)
- Feroz (1984)
- Dedicatoria (1980)
- Las palabras de Max (1978)
- A un dios desconocido (1977)
- Pascual Duarte (1976)
- De cuerpo presente (1967)
- Último encuentro (1967)
- Les Innocents (1963)
- A través del fútbol (1962)
- A través de San Sebastián (1960)

### Producteur
- Siete mesas de billar francés (2007)
- Goodbye, America (2006)
- Noticias de una guerra (2006)
- Avant l'oubli (2005) (coproducteur)
- Invierno en Bagdad (2005)
- Condenados al corredor (2003)
- Les lundis au soleil (Los lunes al sol) de Fernando Leon de Aranoa (2002)
- Asesinato en febrero (2001)
- La espalda del mundo (2000)
- Quand tu me reviendras (Cuando vuelvas a mi lado) de Gracia Querejeta (1999)
- Barrio de Fernando Leon de Aranoa (1998)
- Shampoo Horns (1998)
- Familia de Fernando Leon de Aranoa (1996)
- El ultimo viaje de Robert Rylands (1996)
- La Cité des enfants perdus de Marc Caro et Jean-Pierre Jeunet (1995)
- Historias del Kronen de Montxo Armendariz (1995)
- Un estación de paso de Gracia Querejeta (1992)
- Lettres d'Alou (Las Cartas de Alou) de Montxo Armendariz (1990)
- El número marcado (1989)
- 27 Heures (27 horas) de Montxo Armendariz (1986)
- Tasio de Montxo Armendariz (1984)
- Feroz de Manuel Gutierrez Aragon (1984)
- Le Sud (El sur) de Victor Erice (1983)
- Doux moments du passé (Dulces horas) de Carlos Saura (1982)
- L'Homme aux chiens (Dedicatoria) de Jaime Chavarri (1980)
- Vivre vite ! (Deprisa, deprisa) de Carlos Saura (1980)
- Los primeros metros (1980)
- Maman a cent ans (Mamá cumple cien años) de Carlos Saura (1979)
- Les Yeux bandés (Los ojos vendados) de Carlos Saura (1978)
- Las palabras de Max d'Emilio Martinez-Lazaro (1978)
- Elisa, mon amour (Elisa, vida mía) de Carlos Saura (1977)
- Cría cuervos de Carlos Saura (1976)
- Pascual Duarte de Ricardo Franco (1976)
- El increíble aumento del coste de la vida de Ricardo Franco (1976)
- La Cousine Angélique (La prima Angélica) de Carlos Saura (1974)
- L'Esprit de la ruche (El espíritu de la colmena) de Victor Erice (1973)
- La Banda de Jaider (Verflucht, dies Amerika) de Volker Vogeler (1973)
- Anna et les Loups (Ana y los lobos,) de Carlos Saura (1973)
- Las secretas intenciones d'Antonio Eceiza (1970)
- Los desafíos de José Luis Egea, Victor Erice, Claudio Guerín (1969)
- La Madriguera de Carlos Saura (1969)
- Stress-es tres-tres de Carlos Saura (1968)
- Si volvemos a vernos de Francisco Regueiro (1968)
- Peppermint Frappé de Carlos Saura (1967)
- De cuerpo presente d'Antonio Eceiza (1967)
- El próximo otoño d'Antonio Eceiza (1967)
- Último encuentro d'Antonio Eceiza (1967)
- La Chasse (La Caza) de Carlos Saura (1966)
- Noche de verano de Jorge Grau (1962)